# Каратанчева, Сесиль
Сесиль Каратанчева (болг. Сесил Радославова Каратанчева; родилась 8 августа 1989 года в Софии, Болгария) — болгарская теннисистка, с февраля 2009 по октябрь 2014 года выступавшая за Казахстан; победительница восьми турниров ITF в одиночном разряде; бывшая первая ракетка мира в юниорском рейтинге; победительница одного юниорского турнира Большого шлема в одиночном разряде (Открытый чемпионат Франции-2004); победительница одиночного турнира Orange Bowl (2001, в возрастной категории до 12 лет).

## Общая информация
Сесиль — одна из трёх детей Радослава и Нели Каратанчевых. Соответственно, у неё есть две сестры — Габриэла и Элия. Отец Каратанчевой в прошлом весьма успешный гребец (участник чемпионатов мира и чемпион Болгарии), а мать — волейболистка (также чемпионка Болгарии).
Сесиль впервые пришла на корт в 5 лет.
Среди теннисных кумиров Каратанчева выделяет Габриэлу Сабатини; в честь аргентинки названа младшая сестра Сесиль.

## Спортивная карьера
Личные турниры
Уже в юниорские годы на Сесиль возлагали большие надежды как на потенциального лидера национального и мирового тенниса: в 2001 году ей покорился престижный североамериканский Orange Bowl в своей возрастной группе, а менее чем через три года она настолько улучшила свою игру, что смогла не только играть на равных в старшем юниорском туре, где часть соперниц была старше её на четыре года, но и стабильно добиваться хороших результатов на крупных соревнованиях и даже возглавила рейтинг-лист, пополнив свой список трофеев титулами на крупном турнире в Милане и на Roland Garros.
Также рано болгарка начала пробовать свои силы и в протуре, уже осенью 2003 года сыграв свои первые матчи на этом уровне. Быстро обретя уверенность в своих действиях на подобном уровне Каратанчева до конца года успела неплохо проявить себя на турнирах серии ITF, где ей удалось выиграть три титула — включая победу на 50-тысячнике в Шэньчжэне, где в финале была переиграна 88-я ракетка мира Чжэн Цзе. Через год прогресс продолжился — несмотря на сильно ограниченное расписание Сесиль смогла подняться в Top200, регулярно получая возможность сыграть на турнирах ассоциации, а на US Open и получив возможность впервые сыграть в основной сетке турнира Большого шлема, успешно преодолев квалификацию. 2004 год был наполнен победами над игроками первой сотни, самая статусная из которых пришлась на мартовский турнир в Индиан-Уэллсе, где болгарка оказалась сильнее 25-й ракетки мира Маги Серны. Через год Каратанчева поднялась и в первую сотню, стабильно проходя квалификации на небольших турнирах ассоциации; в мае Сесиль смогла провести свой лучший турнир во взрослой карьере — на Roland Garros, год спустя после своего юниорского успеха, она смогла пробиться в четвертьфинал взрослого соревнования, оставив не у дел 21-ю ракетку мира Синобу Асагоэ и 13-ю — Винус Уильямс. Это и ряд других сильных выступлений на крупных турнирах позволили ей к концу года взобраться на 35-ю строчку одиночного рейтинга.
Стремительный взлёт имел и оборотную сторону: программа подготовки болгарки строилась с учётом пограничного использования медицинских препаратов, что выявил один из допинг-тестов ещё летом 2005 года. Попытки объясниться с ВАДА и ITF затянулись на несколько месяцев, но так и не привели к успеху; в итоге в январе 2006 года Каратанчеву на 24 месяца лишили права участвовать в соревнованиях протура. Дисквалификация не отбила у Сесиль желание играть в теннис и в зимой 2008 года она вновь вернулась к играм; менее чем за полгода Сесиль смогла настолько войти в турнирный ритм, что завоевала несколько средних титулов на соревнованиях ITF, а в июне вновь приняла участие в квалификации турнира Большого шлема: на Уимблдоне. Вскоре после этого Каратанчева и впервые добралась до финала на парных соревнованиях протура: в австрийском Бадгастайне, вместе с сербкой Наташей Зорич она уступила в титульном матче Андреа Главачковой и Луции Градецкой. Возвращение былых позиций, впрочем, вскоре заметно замедлилось, а спонсорская поддержка заметно уменьшилась; попытки найти поддержку на родине для составления посильного турнирного графика не имели успеха и к январю следующего года Сесиль приняла предложение казахстанской федерации выступать под флагом их страны в обмен на помощь в тренировочном процесса и оплату переездов.
На новом месте Каратанчева смогла на некоторое время улучшить свои результаты, время от времени проходя квалификации на турнирах Большого шлема и добиваясь локальных успехов на небольших турнирах ассоциации, однако былая игровая форма так и оставалась недостижимой мечтой. При этом те результаты, которые смогла заставить показывать себя Сесиль, были стабильно хуже игровой формы других привлечённых казахстанцами со стороны теннисисток и к осени 2014 года стороны, испробовав ряд методов для улучшения результатов Каратанчевой, стали искать варианты досрочного прекращения сотрудничества, а сама Сесиль заявила о желании вернуться под опеку болгарской федерации.
Сборная и национальные турниры
Особенности карьеры Каратанчевой позволили ей сыграть в Кубке Федерации сразу за две сборные: в 2004-05 годах она сыграла 13 матчей за сборную Болгарии, а в 2010-14 сыграла 16 матчей за команду Казахстана. Почти все матчи Сесиль в этом турнире пришлись на игры в региональной зоне, на игры в которой и пришлись все выигранные матчи Каратанчевой. В 2004 и 2005 годах болгарки, при участии Сесиль, впервые с 1996 года добрались до матчей мировой группы турнира.

## Рейтинг на конец года
| Год  | Одиночный рейтинг | Парный рейтинг |
| ---- | ----------------- | -------------- |
| 2019 | 385               | 947            |
| 2018 | 238               |                |
| 2017 | 176               | 754            |
| 2016 | 216               |                |
| 2015 | 109               |                |
| 2014 | 176               |                |
| 2013 | 142               |                |
| 2012 | 93                | 1 197          |
| 2011 | 175               | 370            |
| 2010 | 139               | 463            |
| 2009 | 134               | 203            |
| 2008 | 150               | 262            |
| 2005 | 35                | 894            |
| 2004 | 127               |                |
| 2003 | 526               |                |

## Выступления на турнирах

### Финалы турнировITFв одиночном разряде (15)

#### Победы (8)
| Легенда:                 |
| ------------------------ |
| 100.000 USD (0)          |
| 80.000 (75.000*) USD (1) |
| 60.000 (50.000*) USD (3) |
| 25.000 USD (2)           |
| 15.000 (10.000*) USD (2) |

* призовой фонд до 2017 года
| Титулы по покрытиям | Титулы по месту проведения матчей турнира |
| ------------------- | ----------------------------------------- |
| Хард (5)            | Зал (0)                                   |
| Грунт (2)           | Зал (0)                                   |
| Трава (0)           | Открытый воздух (8)                       |
| Ковёр (1)           | Открытый воздух (8)                       |

| №  | Дата             | Турнир                 | Покрытие | Соперница в финале         | Счёт        |
| 1. | 28 сентября 2003 | Волос, Греция          | Ковёр    | Цветана Пиронкова          | 6-4 2-6 6-2 |
| 2. | 19 октября 2003  | Каркавелуш, Португалия | Грунт    | Роса-Мария Андрес-Родригес | 7-5 6-3     |
| 3. | 14 декабря 2003  | Шэньчжэнь, Китай       | Хард     | Чжэн Цзе                   | 7-5 1-6 6-3 |
| 4. | 5 декабря 2004   | Палм-Бич-Гарденс, США  | Грунт    | Саня Мирза                 | 3-6 6-2 7-5 |
| 5. | 20 января 2008   | Сюрпрайз, США          | Хард     | Анджела Хейнс              | 6-2 4-6 6-4 |
| 6. | 3 февраля 2008   | Ла-Квинта, США         | Хард     | Сандра Клёзель             | 6-4 7-5     |
| 7. | 13 ноября 2011   | Финикс, США            | Хард     | Мишель Ларшер де Бриту     | 6-1 7-5     |
| 8. | 17 сентября 2017 | Лас-Вегас, США         | Хард     | Елица Костова              | 6-4 4-6 7-5 |

#### Поражения (7)
| №  | Дата            | Турнир                 | Покрытие | Соперница в финале | Счёт        |
| 1. | 12 октября 2003 | Каркавелуш, Португалия | Грунт    | Барбара Поца       | 2-6 0-6     |
| 2. | 30 марта 2008   | Латина, Италия         | Грунт    | Ивета Бенешова     | 0-6 2-6     |
| 3. | 20 апреля 2008  | Палм-Бич-Гарденс, США  | Грунт    | Соледад Эсперон    | 4-6 1-6     |
| 4. | 13 марта 2011   | Клирвотер, США         | Хард     | Айла Томлянович    | 6-7(3) 3-6  |
| 5. | 6 ноября 2011   | Грейпвайн, США         | Хард     | Куруми Нара        | 6-1 0-6 3-6 |
| 6. | 1 апреля 2012   | Оспри, США             | Грунт    | Аранча Рус         | 4-6 1-6     |
| 7. | 27 июля 2014    | Собота, Польша         | Грунт    | Кристина Кучова    | 6-1 5-7 3-6 |

### Финалы турнировWTAв парном разряде (1)

#### Поражения (1)
| Легенда: До 2009 года       | Легенда: С 2009 года  |
| --------------------------- | --------------------- |
| Турниры Большого Шлема (0)  |                       |
| Олимпиада (0)               |                       |
| Итоговый чемпионат года (0) |                       |
| 1-я категория (0)           | Premier Mandatory (0) |
| 2-я категория (0)           | Premier 5 (0)         |
| 3-я категория (0)           | Premier (0)           |
| 4-я категория (0)           | International (0)     |
| 5-я категория (0)           | International (0)     |

| Титулы по покрытиям | Титулы по месту проведения матчей турнира |
| ------------------- | ----------------------------------------- |
| Хард (0)            | Зал (0)                                   |
| Грунт (0)           | Зал (0)                                   |
| Трава (0)           | Открытый воздух (0)                       |
| Ковёр (0)           | Открытый воздух (0)                       |

| №  | Дата         | Турнир              | Покрытие | Партнёрша    | Соперницы в финале                | Счёт    |
| 1. | 20 июля 2008 | Бадгастайн, Австрия | Грунт    | Наташа Зорич | Андреа Главачкова Луция Градецкая | 3-6 3-6 |

## История выступлений на турнирах
По состоянию на 18 сентября 2017 года
Для того, чтобы предотвратить неразбериху и удваивание счета, информация в этой таблице корректируется только по окончании участия там данного игрока.
| Турнир                 | 2004  | 2005  | 2008  | 2009  | 2010  | 2011  | 2012  | 2013  | 2014  | 2015  | 2016  | 2017  | Итог   | В/П за карьеру |
| ---------------------- | ----- | ----- | ----- | ----- | ----- | ----- | ----- | ----- | ----- | ----- | ----- | ----- | ------ | -------------- |
| Турниры Большого Шлема |       |       |       |       |       |       |       |       |       |       |       |       |        |                |
| Australian Open        | -     | 1Р    | -     | 2Р    | 1Р    | К     | К     | 1Р    | К     | К     | К     | К     | 0 / 10 | 10-10          |
| Roland Garros          | -     | 1/4   | -     | К     | К     | К     | 2Р    | К     | К     | 2Р    | К     | -     | 0 / 9  | 17-10          |
| Уимблдон               | -     | 2Р    | К     | 1Р    | К     | К     | К     | К     | К     | 1Р    | К     | -     | 0 / 10 | 11-10          |
| US Open                | 1Р    | 2Р    | К     | К     | К     | К     | 1Р    | К     | К     | 1Р    | К     | К     | 0 / 12 | 13-12          |
| Итог                   | 0 / 1 | 0 / 4 | 0 / 2 | 0 / 4 | 0 / 4 | 0 / 4 | 0 / 4 | 0 / 4 | 0 / 4 | 0 / 4 | 0 / 4 | 0 / 2 | 0 / 41 |                |
| В/П в сезоне           | 3-1   | 9-4   | 2-2   | 9-4   | 3-4   | 5-4   | 5-5   | 5-4   | 2-4   | 5-4   | 2-4   | 1-2   |        | 51-42          |

К — проигрыш в квалификационном турнире.